# أسلحة الطائرات

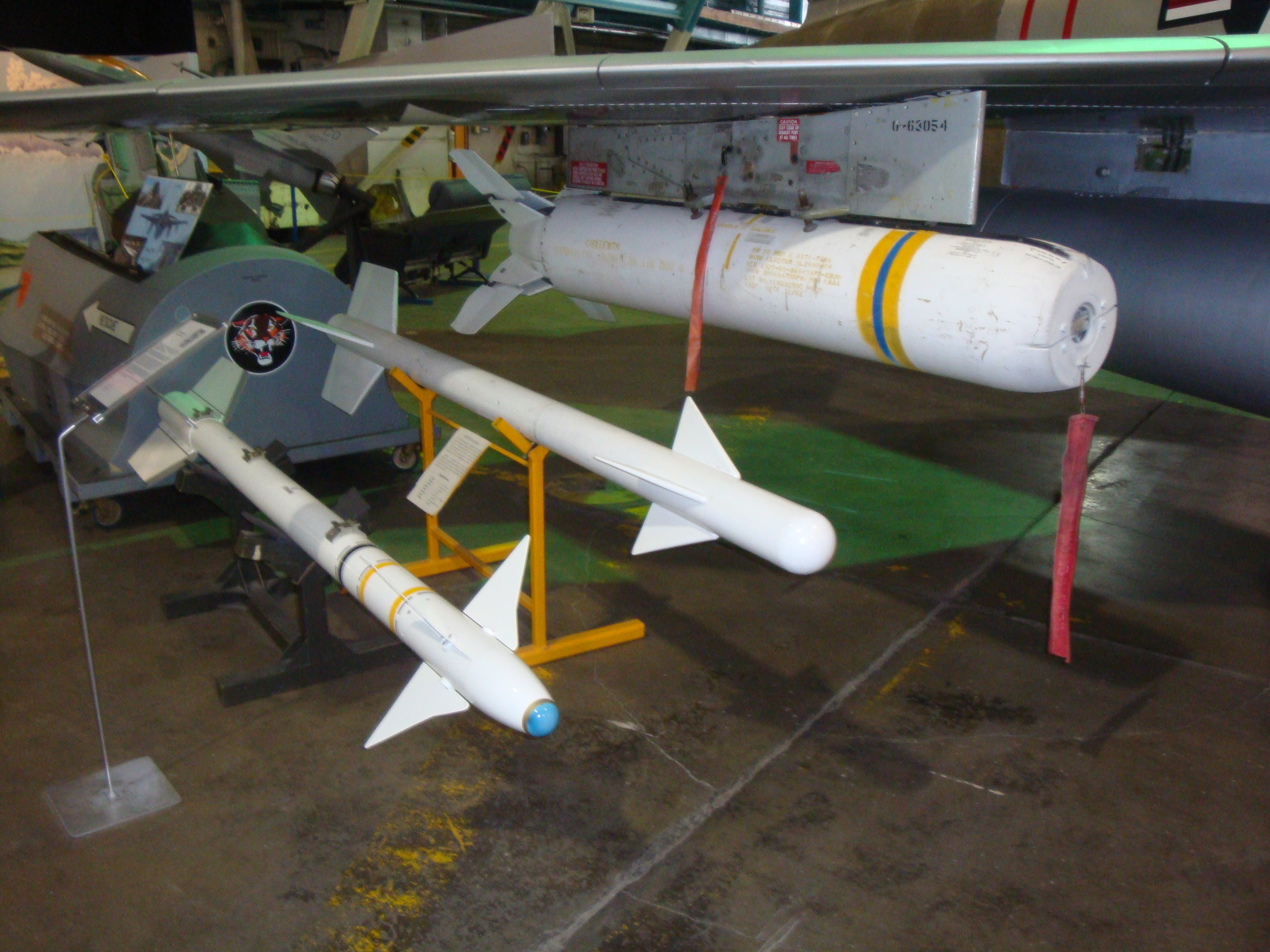
أسلحة في متحف الأجنحة فوق جبال روكي الجوية والفضاء

أسلحة الطائرات: هي الأسلحة المصممة لتركيبها أو يتم إطلاقها من على الطائرات أوالمروحيات أو المركبات الجوية أو غيرها من المركبات التي تحلق في الجو.
يمكن أن تحمل بعض أنواع الطائرات مجموعة متنوعة من الذخائر - على سبيل المثال ، يمكن أن تستخدم طائرة فيرتشايلد لآي يو-23 بيسمايكر ‏ كبسولات إطلاق النار الأمامية، وقنابل ذات ال 500 و 250 رطلا، ووحدات النابالم، ووحدات القنابل العنقودية، والقنابل المضيئة ، والصواريخ ، وقنابل الدخان ، وموزعات المنشورات الدعائية ‏.